# Pterolophia latipennis
Pterolophia latipennis är en skalbaggsart som först beskrevs av Maurice Pic 1938.  Pterolophia latipennis ingår i släktet Pterolophia och familjen långhorningar. Inga underarter finns listade i Catalogue of Life.